# 고예린
고예린(Aileen, 1996년 ~ )은 대한민국의 배우이자 전 수영 선수다. 2016년 연극 '법대로 합시다'로 데뷔했다.

## 방송
- 히든싱어 7 (2022) - 엄정화 편 4위

## 영화
- 마약왕 (2018) - 한국대표여자배구단 역
- 청설 (2024) - 시청배 선수 역

## 공연
- 법대로 합시다 (2016)
- 협력자들 (Collaborators) (2018)
- 망자 죽이기 (2019)
- 동굴 가족 (2020)
- 리어왕 (2021)
- 안톤 체홉의 갈매기 (2023)

## 음반
- Signal lamP (2022)
- 나도 모르게 (2023)
- 그때의 너, 그때의 우리 (2024)

## 경력
- 선플재단 선플운동본부 홍보대사 (2022)

## 수상
- 제95회 전국체육대회 수영 여자 고등부 배영 200m 동메달 (2014)
- 제95회 전국체육대회 수영 여자 고등부 계영 400m 동메달 (2014)
- 제4회 김천전국수영대회 여자 고등부 배영 200m 금메달 (2014)
- 제94회 전국체육대회 수영 여자 고등부 혼계영 400m 금메달 (2013)

## 피처링
- 노현태, 박기량, 아리아리걸스 <2018평창동계올림픽 (아리아리 yo!!)> (2017)